# Consiglio dei XII
Il Consiglio dei XII è un organo istituzionale della Repubblica di San Marino cui sono attribuite funzioni amministrative.
Le origini del Consiglio risalgono all'epoca comunale, quando aveva un potere politico molto ampio; le competenze vennero circoscritte con gli Statuti del 1600, mentre leggi del 1921 e 1923 lo caratterizzarono come organo giudiziario e di giustizia amministrativa.
Fino al 2003 l'organo assommava funzioni tipiche del potere giudiziario ed esecutivo.
- In ambito giurisdizionale, fungeva da Corte d'Appello di terzo grado.
- In ambito amministrativo, autorizza ancora oggi l'acquisto da parte di stranieri dei diritti reali su beni collocati in territorio della Repubblica; l'acquisto di beni immobili delle persone giuridiche; decide in merito alle domande di patrocinio gratuito.

Il Consiglio viene eletto dal Consiglio Grande e Generale per l'intera durata della legislatura e deve essere necessariamente composto da dodici membri. Non esistono esplicite incompatibilità, anche se per prassi ormai consolidata non vengono eletti membri del Congresso di Stato. È presieduto dai capitani reggenti, che hanno diritto di voto soltanto se membri eletti.
Le competenze giurisdizionali assegnate al Consiglio dei XII sono state attribuite per un breve periodo al Collegio dei garanti, fino all'approvazione del nuovo ordinamento giudiziario avvenuta nel 2003. Il Collegio dei garanti aveva il potere di giudicare sulla costituzionalità delle norme e di dirimere i conflitti di attribuzione tra gli organi costituzionali.

## Attuale composizione
Il Consiglio dei XII è oggi così costituito:
| Partito                                   | Num. | Consiglieri                                                                       |
| ----------------------------------------- | ---- | --------------------------------------------------------------------------------- |
| Partito Democratico Cristiano Sammarinese | 5    | Gian Carlo Venturini, Oscar Mina, Italo Righi, Gino Giovagnoli, Filippo Tamagnini |
| Movimento Civico R.E.T.E.                 | 1    | Matteo Zeppa                                                                      |
| Noi per la Repubblica                     | 1    | Giacomo Simoncini                                                                 |
| Domani Motus Liberi                       | 1    | Gaetano Troina                                                                    |
| Libera San Marino                         | 2    | Matteo Ciacci, Alessandro Bevitori                                                |
| Repubblica Futura                         | 1    | Maria Katia Savoretti                                                             |
| Gruppo Misto                              | 1    | Grazia Zafferani                                                                  |